# Gurammanakatte, Madhugiri
Gurammanakatte là một làng thuộc tehsil Madhugiri, huyện Tumkur, bang Karnataka, Ấn Độ.